# Wappen von San Andrés und Providencia

Wappen von San Andrés und Providencia

Das Wappen von San Andrés und Providencia, einem kolumbianischen Departamento, ist durch einen schräglinken goldenen Balken in Rot mit einem silbernen Andreaskreuz und in Blau mit drei (2;1) silbernen fünfzackigen Sternen geteilt und wird von einem roten Faden im Abstand seiner Breite begleitet.
Unter dem Schild befindet sich ein goldenes Band mit schwarzen Majuskeln „SAN ANDRES Y PROVIDENCIA ISLAS“.